# Chiesa di San Filippo (Cagli)
La chiesa di San Filippo è una delle chiese di Cagli.

## Descrizione
Nel popolare quartiere di Sant'Andrea (nel quale si inseriva il ghetto ebraico) è l'omonima chiesa oggi detta di San Filippo che, con la sua facciata incompleta, attraverso i lavori di ammodernamento (per ospitare i Filippini) del 1644 e del 1728 assunse l'aspetto attuale, caratterizzato da un'architettura che risente del barocco mitteleuropeo e da una cupola a base ellittica alta 21 m, posteriormente occultata all'esterno da un secondo tamburo con tetto a padiglione.
Sulla facciata sono i simboli del Capitolo di San Giovanni in Laterano poiché nel 1450 la chiesa veniva a questo sottoposta.
All'interno il tema dell'avvolgimento spaziale è accennato dalle scantonature degli angoli.
Strette tra le lesene con capitelli compositi, all'altezza della linea d'imposta degli archi delle cappelle laterali, sono quattro statue in stucco che raffigurano le virtù cardinali: Prudenza, Giustizia, Fortezza, Temperanza. Nelle cappelle laterali verso il presbiterio, sormontate da cupolini ellittici, sono invece le virtù teologali: Fede, Speranza, Carità, alle quali qui si affianca la Devozione.
Le due ultime cappelle intercomunicanti, verso l'altar maggiore, sono adorne di due pale eseguite da Gaetano Lapis. A destra è la Morte di San Francesco Saverio datata 1735 mentre a sinistra è l'Estasi di San Filippo Neri del 1754.
Nella prima cappella sinistra è invece una pala settecentesca raffigurante "Santi Crispino e Crispiniano" commissionata dalla Confraternita dei Calzolai. Di fronte invece è la pala cinquecentesca con un'eco che rimanda agli Zuccari rappresentante la 'Madonna col Bambino, Sant'Andrea apostolo ed un Santo vescovo.
Con delibera consiliare il Comune di Cagli cedeva nel marzo 1785 ogni diritto al parroco della Cattedrale di Cagli "per avere libero uso di detta chiesa, per miglior servizio della Parrocchia ed a maggior vantaggio spirituale del Popolo".
La chiesa rimase a lungo soggetta al Capitolo di San Giovanni in Laterano tanto che il vescovo di Cagli quando la visitò nel 1819 e poi nel 1825 lo fece quale delegato di tale Capitolo. Nel 1879 il vescovo mons Cantagalli nel visitare la chiesa, ancora soggetta al Capitolo lateranense, vi trovava attiva la Confraternita dell'Orazione e Buona Morte eretta fin dal 1692 presso l'altare di San Filippo Neri che ancor oggi vi ha sede.